# Sumie Inagaki
Sumie Inagaki (稲垣寿美恵, Inagaki Sumie, née le 6 Avril 1966) est une coureuse d'ultramarathon japonaise de Hokkaido et qui détient le record du monde des 24 heures en salle depuis 2011, ainsi que celui des 48 heures sur piste depuis 2010. Elle remporte également deux fois les championnats du monde des 24 heures IAU en 2004 et 2006.

## Biographie
Sumie Inagaki détient actuellement le record du monde des 24 heures en salle avec 240,631 km à Espoo en 2011 et celui des 48 heures sur piste avec 397,103 km à Surgères en 2010,. Elle gagne deux fois les championnats du monde des 24 heures IAU en 2004 et 2006. Elle remporte le Spartathlon en 2006 et en 2009 et le Badwater Ultramarathon en 2011 et 2012.
Après avoir obtenu son diplôme universitaire, Inagaki travaille dans une école maternelle. Elle commence à prendre des cours de yoga, puis devient professeur d'aérobic et de yoga.
Inagaki déclare que l'ultrafond n'est pas son travail, mais ce qu'elle aime faire, où elle trouve la joie de vivre. « Ce que je fais, c'est le plaisir de courir. Je m'entraîne comme si je devais faire un pique-nique,. »

## Compétitions gagnées et records du monde
Statistiques de Sumie Inagaki d'après la Deutsche Ultramarathon-Vereinigung (DUV) et l'International Association of Ultrarunners (IAU) :
2004
- championnats du monde des 24 heures IAU sur route à Brno : 237,154 km

2006
- championnats du monde des 24 heures IAU sur route à Taipei : 237,144 km
- 48 heures sur piste de Surgères : 382,418 km, record du monde[9],[10]
- Spartathlon – 245,3 km sur route : 28 h 37 min 20 s[4]

2008
- 48 heures sur piste de Surgères : 382,718 km, record du monde[9],[10],[11]

2009
- Spartathlon – 245,3 km sur route : 27 h 39 min 49 s[12]

2010
- 24 heures en salle d'Helsinki : 241,426 km (le record du monde n'a pu être homologué faute de test antidopage)[1]
- 48 heures sur piste de Surgères : 397,103 km, record du monde[13],[11]

2011
- 24 heures en salle d'Helsinki :  240,631 km[13]
- Badwater Ultramarathon – 217 km sur route : 28 h 49 min 27 s[14]

2012
- 24 heures en salle d'Helsinki : 228,222 km
- Badwater Ultramarathon – 217 km sur route : 29 h 53 min 9 s[15]

2013
- 24 heures en salle d'Helsinki : 220,775 km
- 48 heures sur piste de Skövde : 331,058 km

2014
- 24 heures en salle d'Helsinki : 210,993 km

2015
- 24 heures en salle d'Helsinki : 220,198 km[16]

## Records personnels
Statistiques de Sumie Inagaki d'après la Deutsche Ultramarathon-Vereinigung (DUV) :
- 100 km route : 8 h 58 min 32 s aux 100 km de Tango en 2010
- 6 heures piste : 66,800 km aux 24 h de Taipei en 2012 (6 h split)
- 12 heures piste : 136,000 km aux 24 h de Taipei en 2008 (12 h split)
- 24 heures en salle : 241,426 km aux 24 h d'Helsinki en 2010
- 48 heures piste : 397,103 km aux 48 h de Surgères en 2010[17]
- 6 jours route : 713,530 km aux 6 j d'Emu, Hongrie en 2016